# USENIX
USENIX (Advanced Computing Systems Association) è un'associazione che promuove il sistema operativo UNIX. Venne fondata nel 1975 sotto il nome di "Unix Users Group", con l'obiettivo di studiare e sviluppare Unix ed i sistemi ad esso simili. Il nome venne cambiato in USENIX per una diffida legale da parte della Western Electric quanto all’uso, ritenuto illecito, del marchio commerciale “UNIX”. Dalla sua creazione, crebbe fino a divenire una rispettabile organizzazione di sviluppatori, esperti e ricercatori.
USENIX include uno speciale gruppo tecnico dedito ai sistemisti, SAGE. 
Sponsorizza ogni anno diverse conferenze ed incontri, tra cui i più importanti sono la "USENIX Annual Technical Conference", lo "USENIX Security Symposium" e, insieme a SAGE, LISA.